# Милва
Мѝлва (на италиански: Milva), псевдоним на Марѝя Ѝлва Биолка̀ти (Maria Ilva Biolcati) (Горо, 17 юли 1939 г. – Милано, 23 април 2021 г.) е италианска певица и театрална актриса. Известна е както в родната си страна, така и в чужбина, предимно в немскоговорещите страни (Германия, Австрия, Швейцария), Япония, както и в някои страни от бившия Източен блок. Певицата Лена Биолкати е нейна трета братовчедка.
Нарежда се сред най-популярните италиански певици и е едно от главните женски лица на италианската музикална сцена през 60-те и 70-те години на XX век заедно с Мина, Орнела Ванони, Ива Дзаники, Ориета Берти, Пати Право, Катерина Казели и Рита Павоне. Заради характерния тембър на гласа си е наричана понякога „пантерата от Горо“ по подобие на колежките си, също познати с подобни прозвища (напр. „тигрицата от Кремона“ за Мина и „орлицата от Лигонкио“ за Дзаники). Другото ѝ прозвище е „Червенокосата“ (la Rossa) заради яркия червен цвят на косата, с който изразява и левите си политически възгледи.
През дългогодишната си и наситена кариера записва стотици песни и десетки албуми както на родния си италиански, така и на други езици, най-вече на немски, но също и на френски, испански, английски, както и японски и гръцки. Репертоарът ѝ е богат и разнообразен, а някои от албумите ѝ са изцяло с песни по музика на именити композитори като Енио Мориконе, Вангелис, Франсис Лай, Микис Теодоракис, Енцо Яначи, Франко Батиато и др. Немалко от албумите ѝ имат по две или три езикови версии.
През 60-те и 70-те години е редовна участничка на Фестивала на италианската песен в Санремо, на който се явява общо 15 пъти, с което се нарежда в петорката италианци с най-много участия – другите четирима към 2023 г. са Ал Бано, Пепино ди Капри, Тото Кутуньо и Анна Окса. Въпреки многобройните си участия обаче няма нито една победа и най-високото ѝ постижение остава двукратното второ място (през 1962 и 1965 г.).
Извън музиката е известна и с театралните си роли в пиеси на Бертолт Брехт и Джорджо Стрелер. По техни творби има записани албуми.
Към края на 2010 г. съобщава оттеглянето си от сцената и дава последното си телевизионно интервю. Въпреки това през следващата година играе в театралната пиеса La variante di Lüneburg и след няколко участия из Европа слага окончателен край на кариерата си от началото на 2013 г.
Наградена е с най-високите отличия на Италия, Франция и Германия, а по време на 68-ото издание на Санремския фестивал е удостоена с наградата „За цялостна кариера“ по инициатива на певеца и автор на песни Кристиано Малджольо, приета от дъщеря ѝ Мартина Корняти.
Умира на 81-годишна възраст в дома си в Милано на 23 април 2021 г. вследствие на дългогодишно невродегенеративно заболяване, от което страда от 2009 г. Мястото за поклонение е във фоайето на крило „Стрелер“ на „Пиколо Театро“ в града, а погребението се състои в тесен кръг от нейни близки на гробището в село Блевио с изглед към Лаго ди Комо.

## Дискография
Немалка част от албумите на певицата имат по две (рядко три) езикови версии, предимно на италиански и на немски. Съответните случаи са отбелязани с вдаден навътре ред и със знаменце. Някои са издавани през една и съща година, затова не е съвсем ясно коя от двете версии е оригиналната.

### Студийни албуми
- 1961 – 14 successi di Milva
- 1962 – Milva canta per voi
- 1963 – Da «Il cantatutto» con Milva e Villa (съвместен албум с Клаудио Вила)
- 1963 – Le canzoni del Tabarin – Canzoni da cortile
- 1965 – Canti della libertà
- 1966 – Milva
- 1967 – Milva
- 1968 – Tango
  - : Tango Inspirationen, 1968 г.
- 1969 – Un sorriso
- 1969 – Angeli in bandiera (съвместен албум с Джино Брамиери и „Кантори модерни ди Алесандрони“)
- 1970 – Canzoni di Édith Piaf
- 1970 – Ritratto di Milva
- 1971 – Milva canta Brecht
- 1972 – Love Feeling in Japan
- 1972 – La filanda e altre storie
- 1972 – Dedicato a Milva da Ennio Morricone (песни по музика на Енио Мориконе)
- 1973 – Sognavo, amore mio (песни по музика на Франсис Лай)
- 1974 – Sono matta da legare
- 1975 – Libertà
- 1975 – Brecht
- 1977 – Milva
- 1977 – Auf den Flügeln bunter Träume
- 1978 – Von Tag zu Tag (песни по музика на Микис Теодоракис)
  - : La mia età, 1979 г.
  - : Attends, la vie, 1980 г.
- 1979 – Wenn wir uns wiederseh'n
- 1979 – Was ich denke
- 1980 – La Rossa
- 1981 – Moi, je n'ai pas peur (песни по музика на Вангелис)
  - : Ich hab' keine Angst, 1981 г.
- 1982 – Immer mehr
- 1982 – Milva e dintorni (песни по музика на Франко Батиато)
  - : Milva, 1982 г.
- 1983 – Identikit
  - : Unverkennbar, 1983 г.
- 1983 – Die sieben Todsünden der Kleinbürger
- 1985 – Mut zum Risiko
  - : Corpo a corpo, 1985 г.
- 1986 – Geheimnisse (песни по музика на Вангелис)
  - : Tra due sogni, 1986 г.
- 1988 – Milva
  - : Unterwegs nach morgen, 1988 г.
- 1989 – Svegliando l'amante che dorme (песни по музика на Франко Батиато)
  - : Una storia inventata (Eine erfundene Geschichte), 1989 г.
- 1990 – Ein Kommen und Gehen
- 1991 – Gefühl & Verstand
- 1993 – Uomini addosso
- 1994 – Volpe d'amore (Αλεπού της αγάπης) (песни по музика на Танос Микруцикос)
  - преиздаден през 1998 г. като Milva canta Thanos Mikroutsikos
- 1994 – Café chantant
- 1995 – Tausendundeine Nacht
- 1996 – Canta un nuovo Brecht
- 1996 – Fammi luce (Milva ha incontrato Shinji) (песни по музика на Шинджи Танимура)
  - преиздаден през 1999 г. като I Love Japan
- 1997 – Mia bella Napoli
- 1999 – Stark sein
- 2000 – Hotel Astor
- 2001 – Artisti
- 2001 – La chanson française
- 2004 – Sono nata il 21 a primavera – Milva canta Merini (песни по текстове на поетесата Алда Мерини)
- 2007 – In territorio nemico
- 2010 – Non conosco nessun Patrizio! (песни по музика на Франко Батиато)
- 2010 – Milva canta Brecht
- 2011 – La variante di Lüneburg (Fabula in musica) (съвместен албум с Валтер Мрамор)

### Концертни албуми
- 1967 – Villa/Milva: Concert in Japan (съвместен албум с Клаудио Вила)
- 1970 – Milva on Stage (Live at Tokyo Sankei Hall)
- 1972 – Teruhiko Saigo Recital (Special Big Guest, Milva) (съвместен албум с японския певец Терухико Сайго)
- 1972 – Milva in Seoul
- 1978 – Canzoni tra le due guerre
- 1982 – Das Konzert
- 1984 – Milva and Astor Piazzolla Live at the Bouffes du nord (съвместен албум с Астор Пиацола)
- 1988 – Das Beste: Milva Live in Concert
- 1999 – El tango de Astos Pizzolla Live in Japan 1998 (съвместен албум с „Куинтето арджентино ди Даниел Бинели“)
- 2009 – Live in Tokyo 1988 The Complete Concert at Nakano Sunplaza Hall, june 26

## Участия на музикални мероприятия

### Фестивал на италианската песен в Санремо
По време на първите девет издания, на които Милва участва, по регламент всички песни се изпълняват два пъти от двама различни изпълнители, които накрая се класират заедно (посочени в скоби).
На две от изданията (през 1962 и 1963 г.) участва с по две песни, отново в съчетание с друг изпълнител. С тях общият брой песни, изпълнени от Милва на фестивала, стават 17.
- Второ място
- Трето място

| Издание (година) | Изпълнител                                  | Песен                                            | Автори                                                                          | Категория  | Място           |
| ---------------- | ------------------------------------------- | ------------------------------------------------ | ------------------------------------------------------------------------------- | ---------- | --------------- |
| 1961             | Милва (второ изпълнение: Джино Латила)      | Il mare nel cassetto („Морето в шкафа“)          | Текст: Пиеро Рола Музика: Елиджо Ла Вале, Фернандо Латуада                      |            | 3-то от общо 12 |
| 1962             | Милва (второ изпълнение: Серджо Бруни)      | Tango italiano („Италианско танго“)              | Текст: Бруно Палези, Лучано Берета Музика: Гуалтиеро Малгони                    |            | 2-ро от общо 12 |
| 1962             | Милва (второ изпълнение: Мириам Дел Маре)   | Stanotte al lunapark („Тази вечер в лунапарка“)  | Текст: Вито Палавичини, Орнела Ферари Музика: Карло Алберто Роси                |            | 5-о от общо 12  |
| 1963             | Милва (второ изпълнение: Лучано Тайоли)     | Ricorda („Помни“)                                | Текст: Могол Музика: Карло Донида                                               |            | 5-о от общо 10  |
| 1963             | Милва (второ изпълнение: Джани Лакомаре)    | Non sapevo („Не знаех“)                          | Текст: Бруно Палези Музика: Пино Калви                                          |            | 10-о от общо 10 |
| 1964             | Милва (второ изпълнение: Фрида Бокара)      | L'ultimo tram („Последният трамвай“)             | Текст: Джорджо Калабрезе Музика: Ерос Шорили                                    |            | Нефиналистка    |
| 1965             | Милва (второ изпълнение: Бернд Шпиер)       | Vieni con noi („Ела с нас“)                      | Текст: Франко Мареска Музика: Марио Пагано                                      |            | 2-ро от общо 2  |
| 1966             | Милва (второ изпълнение: Ришар Антони)      | Nessuno di voi („Никой от вас“)                  | Текст: Вито Палавичини Музика: Горни Крамер                                     |            | 9-о от общо 14  |
| 1967             | Милва (второ изпълнение: „Лос Бравос“)      | Uno come noi („Един като нас“)                   | Текст: Марино Марини, Умберто Мартучи Музика: Джорджо Бертеро, Марино Марини    |            | Нефиналистка    |
| 1968             | Милва (второ изпълнение: Адриано Челентано) | Canzone („Песен“)                                | Текст: Дон Баки Музика: Дон Баки, Мариано Дето                                  |            | 3-то от общо 14 |
| 1969             | Милва (второ изпълнение: Дон Баки)          | Un sorriso („Една усмивка“)                      | Текст: Дон Баки Музика: Дон Баки, Мариано Дето                                  |            | 3-то от общо 14 |
| 1972             | Милва                                       | Mediterraneo („Средиземно море“)                 | Текст: Луиджи Албертели Музика: Енрико Рикарди                                  |            | 12-о от общо 14 |
| 1973             | Милва                                       | Da troppo tempo („Твърде отдавна“)               | Текст: Луиджи Албертели Музика: Джанкарло Колонело                              |            | 3-то от общо 16 |
| 1974             | Милва                                       | Monica delle bambole („Моника с куклите“)        | Текст: Лучано Берета Музика: Елиде Сулигой                                      |            | Финалистка      |
| 1990             | Милва                                       | Sono felice („Щастлива съм“)                     | Текст: Рон, Роберто Дане, Биаджо Антоначи Музика: Рон Аранжимент: Натале Масара | „Шампиони“ | 13-о от общо 20 |
| 1993             | Милва                                       | Uomini addosso („Мъже навред“)                   | Текст: Валерио Негрини Музика: Роби Факинети Аранжимент: Фио Дзаноти            | „Шампиони“ | Нефиналистка    |
| 2007             | Милва                                       | The Show Must Go On („Шоуто трябва да продължи“) | Текст и музика: Джорджо Фалети Аранжимент: Стефано Чизото, Лучо Фабри           | „Шампиони“ | 19-о от общо 20 |

## Награди и отличия
- Командир на Ордена за заслуги на Италианската република[7] – Рим, 2 юни 2007 г.;
- Офицерски орден за изкуство и литература – Париж, 1995 г.;
- Кавалер на Ордена на Почетния легион – Париж, 2009 г.;
- „Кръст за заслуги“ I степен на Ордена за заслуги на Федерална република Германия – Берлин, 2006 г.